# Angel Esquire
Angel Esquire è un film muto del 1919 diretto da W.P. Kellino.

## Trama
Un milionario lascia la sua fortuna a colui che riuscirà a scoprire la combinazione della sua cassaforte.

## Produzione
Il film fu prodotto dalla Gaumont British Picture Corporation.

## Distribuzione
Distribuito dalla Gaumont British Distributors, il film uscì nelle sale cinematografiche britanniche nel novembre 1919.